# Heteronympha merope
Heteronympha merope es una especie de lepidóptero de la familia Nymphalidae; es originario del sur de Australia. Tiene una envergadura de alas de 60 mm los machos y de 70 mm las hembras.
Las larvas se alimentan de especies de Poaceae, incluidas Brachypodium distachyon, Cynodon dactylon, Ehrharta erecta, Poa poiformis, Microlaena stipoides, Poa tenera y Themeda triandra.
Heteronympha merope está naciendo diez días más temprano que hace  65 años, debido a los efectos del cambio climático.